# Gevlekte spotlijster
De gevlekte spotlijster (Toxostoma ocellatum) is een vogelsoort uit de familie mimidae die voorkomt in zuid-midden Mexico.
De soort telt twee ondersoorten:
- T. o. ocellatum: het zuidelijke deel van Centraal-Mexico.
- T. o. villai: zuidelijk Mexico.